# Tagebau Düren

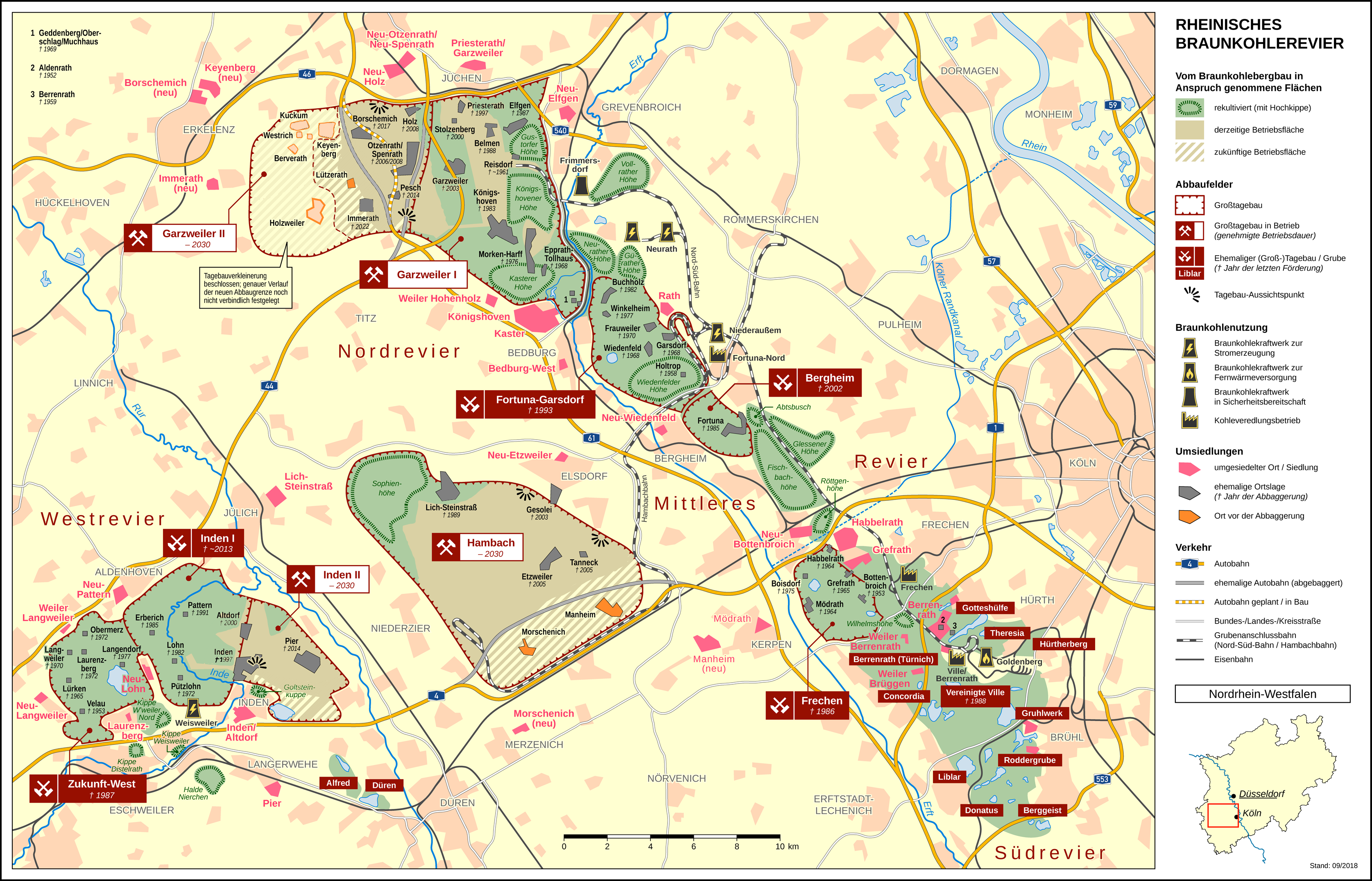
Lage des Tagebaus Düren zwischen Düren und Langerwehe

Im Tagebau Düren in Gürzenich setzte die Braunkohleförderung am 27. Mai 1941 ein. Die Tagesförderung beschränkte sich auf 5.000 Tonnen.
Zur restlosen Verfüllung des am 28. Februar 1956 stillgelegten Grubengeländes legte der Betreiber die Lucherberger Bahn an. Auf Schmalspurgleisen transportierte sie ab 1962 täglich rund 18.000 Kubikmeter Abraum und Löss aus dem Tagebau Inden heran.
Anfang Dezember 1966 brach der hochwasserführende Essigbach mit 150.000 Kubikmetern Wasser in den ehemaligen Tagebau ein – eine Art Vorschuss auf den Dürener See, wäre das Wasser nicht wieder versickert. Im Rahmen der Rekultivierung entstand bis 1969, gefüllt mit Wasser aus der Rur, der beliebte Gürzenicher Badesee.